# دوموس د ماریا
دوموس د ماریا (به ایتالیایی: Domus de Maria) یک کومونه در ایتالیا است که در استان کالیاری واقع شده‌است.

## خصوصیات
دوموس د ماریا ۹۶٫۶ کیلومترمربع مساحت و ۱٬۵۷۹ نفر جمعیت دارد و ۶۶ متر بالاتر از سطح دریا واقع شده‌است.